# Monsanto (Alcanena)
Monsanto é uma povoação portuguesa sede da Freguesia de Monsanto do Município de Alcanena, freguesia com 18,46 km² de área e 700 habitantes (censo de 2021), tendo, por isso, uma densidade populacional de 37,9 hab./km².
Teve Confraria de Caridade fundada em agosto de 1353.

## Demografia
Nota: Nos anos de 1864 a 1911 pertencia ao concelho de Torres Novas, passando a fazer parte do concelho (atual município) de Alcanena pela Lei nº 156, de 08/05/1914.
A população registada nos censos foi:
| Distribuição da População por Grupos Etários | Distribuição da População por Grupos Etários | Distribuição da População por Grupos Etários | Distribuição da População por Grupos Etários | Distribuição da População por Grupos Etários |
| -------------------------------------------- | -------------------------------------------- | -------------------------------------------- | -------------------------------------------- | -------------------------------------------- |
| Ano                                          | 0-14 Anos                                    | 15-24 Anos                                   | 25-64 Anos                                   | > 65 Anos                                    |
| 2001                                         | 116                                          | 127                                          | 465                                          | 223                                          |
| 2011                                         | 99                                           | 65                                           | 463                                          | 259                                          |
| 2021                                         | 76                                           | 49                                           | 342                                          | 233                                          |

## Coletividades
- Grupo Desportivo e Recreativo de Monsanto
- Clube Amador Caça e Pesca de Monsanto